# Habiru
Habiru (także Habiri, Khabiri, Hapiru, `Apiru, `Eperu) – starożytna grupa ludzi zamieszkujących rejon Syropalestyny, którzy nie posiadali własnego państwa. Byli przybyszami (zza Eufratu) i prowadzili głównie koczowniczy tryb życia, przez co można ich porównać do wędrownych Cyganów. Do grupy tej należeli głównie Huryci i Semici, zaś w starożytnych inskrypcjach występują jako włóczędzy i rabusie, zaciężni wojownicy, słudzy i niewolnicy oraz kupcy i handlarze. Z racji zbliżonego brzmienia oraz wspólnego źródłosłowu nazwy, podobnego stylu życia, a także relacjach o podboju Kanaanu w listach amarneńskich wielu uczonych uważa, że do grupy tej zaliczano także Hebrajczyków.

## Etymologia nazwy
G. Kline w swojej pracy doktorskiej The Habiru: Kin or Foe of Israel poświęcił wiele miejsca dogłębnej analizie pochodzenia słowa Habiru. Zaprezentował on różne opcje genezy słowa postulowane przez uczonych:
- nomada, koczownik – od semickiego czasownika `br (=mijać, przechodzić [z miejsca na miejsce]); możliwe pokrewieństwo z terminem Arab
- obcokrajowiec – od semickiego czasownika `br (=przejść, przekroczyć [granicę]);
- ten z drugiej strony (rzeki) – od semickiego przyimka `br;
- zakurzony podróżnik – od semickiego rzeczownika `apar (=kurz, proch);
- zaopatrywany w żywność – od akadyjskiego eperu (=dostarczać, zaopatrywać) lub od egipskiego `pr (=wyposażać);
- kupiec, handlarz – od sumeryjskiego IBIRA o tym samym znaczeniu;

### Język akadyjski
Jako że w języku akadyjskim odpowiednikiem ha-BI-ru był ideogram SA-GAZ, czytany w niektórych miejscach jako habbatum proponowano następujące rozwiązania:
- dusiciel, morderca, procarz – od ideogramów SA (=sznur, ścięgno) oraz GAZ (=uderzyć, zabić);
- rabuś – od formy qattal rdzenia habatu (=plądrować);
- pracujący za żywność – od formy nomen professionis rdzenia habatu (=pożyczyć, otrzymać, uzyskać);
- najeźdźca lub wędrowiec, emigrant, przybysz – od habatu (=przemieścić się, przejść za, zrobić łupieżczy wypad na terytorium wroga);

### Język arabski i staroegipski
Zauważono także podobieństwo do arabskiego habata oznaczającego wędrować. Znaczenie wędrować, przekroczyć, mijać, przemieszczać się jest wspólne także dla semickiego `br i akadyjskiego habatu. W języku staroegipskim odpowiednikiem terminu habiru był apiru (`pr.w).

### Język hebrajski oraz odwołania w Piśmie Świętym
Należy zwrócić także uwagę na genezę słowa Hebrajczyk. W języku hebrajskim brzmi ono ibri (עברי) i oznacza ten zza lub będący spoza, czyli przychodzień, przybysz, obcokrajowiec. Potwierdzenie takiego tłumaczenia można znaleźć w nazwach geograficznych wywodzących się z tego samego rdzenia, np. Abarim (עברים = rejony poza, pasmo górskie w Moabie po wschodniej stronie Jordanu naprzeciwko Jerycha) lub Ebrona (עברינה = przejście, jeden z etapów wędrówki Izraelitów przez pustynię niedaleko Esjon Geber, obecnego Ejlat). Także słowo gniew (ebra, עברה) zawiera w sobie znaczenie przelania się, przepływu z nadmiaru. Zapisywany identycznie wyraz abara tłumaczono jako równina [pustyni] lub prom (2 Księga Samuela 15:28, 17:16, 19:18). Wszystkie one pochodzą od wspomnianego wcześniej słowa abar czy też eber (עבר) o znaczeniach minąć, przekroczyć, przejść, za, poza, [druga] strona, stąd też imię Eber (Księga Rodzaju 10:21-11:17) oznacza obszar poza.
Można się jedynie domyślać, że narody zamieszkujące Kanaan używały terminu ibri (=pochodzący spoza, emigrant, przybysz) w odniesieniu do różnych grup napływających do Palestyny z obszarów Mezopotamii. Widać to na przykładzie Abrahama, który został nazwany hebrajczykiem dopiero jako wędrowny przybysz w Kanaanie (Księga Rodzaju 14:13). Podobnie też, termin ten został użyty kilkakrotnie przez Egipcjan w odniesieniu do Józefa jako niewolnika z okolic Palestyny na długo przed powstaniem narodu hebrajskiego (Księga Rodzaju 39:14.17, 41:12). Sam Józef nazywa Kanaan ziemią Hebrajczyków, chociaż jego rodzina liczyła wówczas mniej niż 70 osób (Księga Rodzaju 40:15). Z kolei werset z Księgi Rodzaju 43:32 może oznaczać, iż Egipcjanie zwyczajowo nie jadali przy wspólnym stole z Hebrajczykami. Wszystkie przypadki użycia nazwy Hebrajczyk w księdze Rodzaju sugerują, iż termin ten był pierwotnie używany nie tylko w odniesieniu do Izraelitów, lecz oznaczał wszelkich bezpaństwowców przybyłych zza Eufratu, którzy wędrowali po Kanaanie.
W powyższym kontekście bardzo ciekawe użycie imienia Eber (עבר) znajduje się w Księdze Liczb 24:24,
Przybędą bowiem okręty Kittim, pognębią Aszszur, pognębią też Eber, ale i oni przepadną na zawsze.
Balaam określa tu mianem Eber naród lub kraj, który – jak się wydaje – sąsiaduje z Asyrią i może oznaczać rejon znajdujący się za rzeką, czyli po drugiej stronie Eufratu. Także w księdze Rodzaju 10:21 czytamy:
Również Semowi, praojcu wszystkich Hebrajczyków [dosł. synów Ebera] i starszemu bratu Jafeta, urodzili się [synowie].
Zwrot wszyscy Hebrajczycy (wszyscy potomkowie Ebera) z pewnością odnosi się do różnych szczepów, plemion czy narodów, które Biblia nazywa hebrajskimi. Jednym z nich byli właściwi Hebrajczycy znani później jako Izraelici.

## Źródła starożytne / dowody archeologiczne

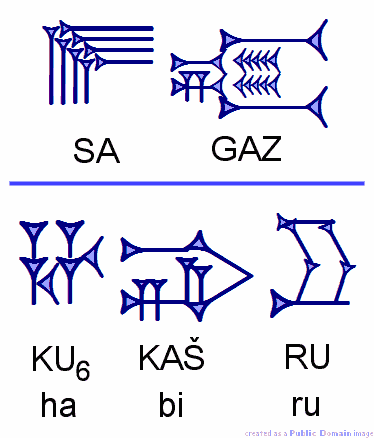
Sumeryjska inskrypcja SA.GAZ

Najstarsza wzmianka o Hapiru występuje pod postacią logogramu SA.GAZ w pewnym dokumencie z czasów panowania króla sumeryjskiego Szulgi. Opisano ich wówczas jako rabusiów mieszkających ze swymi rodzinami w namiotach na pustkowiu, którzy chodzą własnymi drogami, a utrzymują się z hodowli zwierząt oraz pracy na roli:
Ci nadzy ludzie, którzy podróżują w martwej ciszy. Co do ich mężczyzn i ich kobiet, ich mężczyźni chodzą tam gdzie im się podoba, ich kobiety noszą wrzeciono i misę przędzalniczą. Ich obozowiska są gdziekolwiek je rozbiją. Dekretów Szulgi, mojego króla, oni nie przestrzegają.
Ta pierwsza znana charakterystyka hapiru odpowiada także wszystkim późniejszym opisom tej grupy pochodzącym z II tysiąclecia p.n.e. Wspomina o nich co najmniej 235 tekstów klinowych z tego okresu.

### Tabliczka z pałacu w Mari
W ruinach królewskiego pałacu Zimrilima w Mari (początek II tysiąclecia p.n.e.) odkryto list wzmiankujący o wojownikach hapiru:
Następnego dnia nadeszło następujące słowo wroga: „Yapah-Adad przygotował osadę Zallul po tej stronie brzegi rzeki Eufratu i wraz z dwoma tysiącami żołnierzy Hapiru tego kraju przebywa w mieście.”

### Pryzma z Tikunani
Akadyjski dokument króla Tunip-Teššup władającego miastem-państwem Tikunani w Mezopotamii (za rządów Hattusilisa I, króla Hetytów) wymienia 438 Hapiru, którzy byli jego żołnierzami lub sługami. Większość to imiona huryckie, pozostałe są wschodniosemickie oraz jedno kasyckie. Fakt ten sugeruje, iż termin hapiru był stosowany wówczas nie tyle w odniesieniu do pewnego narodu czy grupy etnicznej, co raczej do ludzi prowadzących podobny styl życia (tu prawdopodobnie przybysze i bezpaństwowcy oferujący swe usługi jako zaciężni wojownicy królowi Tikunani).

### Inskrypcja Idrimi zMitanni
Książę z Mitanni imieniem Idrimi po ucieczce z Halab do Emar postanowił udać się następnie do Kanaanu, gdzie zamieszkał w miejscu o nazwie Ammija (znanym także z korespondencji amarneńskiej, np. EA 81). Byli tam już ludzie z Halab oraz krajów Mukisz, Nihi i Amae (huryci), którzy widząc Idrimi rozpoznali w nim syna swego pana i ustanowili go swoim przywódcą. Idrimi opisał później ten okres w królewskiej inskrypcji:
Przebywałem wśród ludzi Hapiru przez siedem lat.
Idrimi zdołał później zbudować statki i z pomocą swoich wojowników zdobył panowanie nad Alalak i okolicznymi terytoriami. Wydarzenia te miały miejsce mniej więcej za panowania Totmesa III w Egipcie. Hapiru ukazani zostali w inskrypcji jako huryccy przybysze w Kanaanie, którzy nie zasymilowali się z miejscową ludnością.

### Apiru w Egipcie
Starożytne teksty egipskie wspominają o Apiru co najmniej 14 razy. Za rządów Totmesa III w tebańskich grobowcach Pujemre, Drugiego Proroka Amona (TT39) oraz Intefa (TT155) ukazano Apiru pracujących przy produkcji wina. Z okresu panowania tego samego władcy pochodzi historia zdobycia Joppy (Jafy) przez Egipcjan, kiedy to generał Tahutia (Thot=Djehuty) przemycił w koszach do miasta swoich 200 żołnierzy, którzy po zmroku otworzyli bramy. W opowieści jest także wzmianka o prośbie egipskiego generała do swojego przeciwnika z Joppy, by wprowadzić do miasta konie zaprzęgane do rydwanów, gdyż przechodzący Apir (Apuro) mógłby je ukraść.
Amenhotep II na stelach odkrytych w Memfis i Karnaku mówi o swoich wyprawach wojennych do Palestyny w 7. i 9. roku panowania. Wśród niemal 90.000 jeńców uprowadzonych z okolic Kanaanu znalazło się także 3.600 Apiru.
Seti I na steli wystawionej w Bet Sze’an mówi, że wysłał swoje oddziały przeciwko Apiru z góry Jarmut (hebr. ירמות w Księdze Jozuego 21:29), którzy razem z ludem Tejer zaczęli atakować Azjatów mieszkających w Rehem
Dwa listy urzędników Ramzesa II wspominają o Apiru, którzy transportują kamienie na wielki pylon Ramzesa.
Ramzes III w jednym ze swoich dekretów wymienia Apiru wśród sług świątynnych w Heliopolis.
Ramzes IV na steli w Wadi Hammamat mówi o wysłaniu do kamieniołomów ekspedycji liczącej ponad 8 000 ludzi, z czego 800 stanowili Apiru.

### Korespondencja amarneńska
Listy odkryte w Tell el-Amarna pochodziły od władców Babilonii, Mitanni, Hetytów oraz królów miast-państw Syro-Palestyny i były skierowane do Amenhotepa III oraz Amenhotepa IV. Na wielu tabliczkach z archiwum królewskiej korespondencji pojawiają się wzmianki o Habiru, gdzie zostali oni ukazani jako lud pustoszący miasta Kanaanu, nie uznający władzy Egiptu.
| Autor listu     | Sygnatura | Cytat w tłumaczeniu na język polski |
| --------------- | --------- | --- |
| Rib-Addi        | EA 75     | Jednak wojna `Apiru przeciwko mnie jest sroga. Synów, córek już nie ma, mebli domowych, gdyż zostały one sprzedane w Jarimuta, abyśmy utrzymali się przy życiu. |
| Rib-Addi        | EA 79     | Wiedz, że odkąd Amanappa przybył do mnie wszyscy `Apiru obrócili się przeciwko mnie za sprawą Abdi-Ashirta. Niech mój pan słucha słów swego sługi i niech wyśle mi garnizon, aby bronić miasto króla aż do nadejścia łuczników. A jeżeli nie będzie łuczników to wszystkie ziemie połączą się z `Apiru. Wysłuchaj, od podboju Bit-Arha zgodnie z żądaniem Abdi-Ashirta dążą oni w ten sam sposób do zjednoczenia [miast] Gubla i Batruna; i tak wszystkie ziemie byłyby zjednoczone z `Apiru. Dwa miasta pozostają przy mnie, a oni również usiłują odebrać je z ręki króla. Niech mój pan wyśle garnizon do swoich dwóch miast aż do przybycia łuczników i da mi coś do wyżywienia ich. Ja nie mam nic. |
| Rib-Addi        | EA 81     | Niech król, mój pan, wie, że wojna z `Abdi-Ashirta jest sroga, i on zabrał wszystkie moje miasta dla siebie. Gubla i Batruna mi pozostają, a on usiłuje zabrać te dwa miasta. Powiedział mężom z Gubla, "Zabijcie swojego pana i przyłączcie się do `Apiru tak jak Ammija." |
| Labayu z Sychem | EA 254    | Nie wiedziałem, że mój syn związał się z Hapiru, i z pewnością oddałbym go w ręce Addaya. |
| Milkilu z Gezer | EA 271    | Niech król, mój pan, chroni swoją ziemię od ręki `Apiru. Jeżeli nie, niech król, mój pan, przyśle rydwany, żeby nas zabrać, aby nasi słudzy nas nie zgładzili. |
| Abdi-Heba       | EA 286    | Jak król, mój pan, żyje będę mówić przedstawicielowi króla, mojego pana: „Czemu kochasz Hapiru a władców (=gubernatorów) nienawidzisz?” [...] Wszyscy władcy są zgubieni; królowi, mojemu panu, nie pozostał ani jeden władca. Niech król zwróci uwagę na łuczników i niech król, mój pan, przyśle oddziały łuczników, król nie ma już ziem. Hapiru plądrują terytoria króla. Jeżeli będą łucznicy tego roku, wszystkie ziemie króla pozostaną; lecz jeśli nie będzie łuczników, wszystkie terytoria króla, mojego pana, będą zgubione! |
| Abdi-Heba       | EA 287    | Spójrz, to jest dzieło Milkili i czyn synów Labayu, którzy oddali kraj [ludziom] has-pi-ri |
| Abdi-Heba       | EA 288    | Ale jest wrogość przeciwko mnie. Stałem się jak Habiru. [...] Silne ramię króla może podbić Nahrima i Kapsi, lecz teraz Habiru biorą ziemie króla. Nie ma ani jednego władcy [miasta-państwa] należącego do króla, mojego pana. Wszyscy oni są zgubieni. Spójrz! Turbazu został zabity w bramie miasta Zilu, lecz król [nic nie zrobił]. Spójrz! Zimrida z Lakisz został zabity przez sługi, którzy współdziałali z Habiru. Yaptih-Adda został zabity w bramie Sillu... |
| Yapahu z Gezer  | EA 298    | Niech król, mój pan, będzie świadomy, że mój młodszy brat zbuntował się przeciwko mnie i wkroczył do Muhhazu, i oddał swoje obie ręce przywódcy `Apiru. |

Obszary aktywności Habiru według listów amarneńskich

Poza podanymi przykładami Habiru pojawiają się jeszcze wiele razy w listach amarneńskich, głównie pod postacią logogramu SA.GAZ. Uwagę przykuwa popłoch, jaki wzbudzali oni wśród władców miast-państw Palestyny z powodu swoich licznych sukcesów militarnych. Historycy nie wiedzą dlaczego król Egiptu nie wysłał swojej armii, aby w zdecydowany sposób rozprawić się z zagrożeniem na poddanych mu terytoriach. Trudno utrzymać także koncepcję, iż Habiru były wówczas jedynie bandami włóczęgów. Z pewnością termin oznacza bezpaństwowców, pogardzanych przybyszów spoza Kanaanu prowadzących przynajmniej po części koczowniczy styl życia, lecz zdolność zdobywania licznych obwarowanych miast świadczy o zjednoczeniu sił, dobrej organizacji i przywództwie oraz dosyć licznej armii. Odkrycia archeologiczne potwierdzają zniszczenie części miast-państw Palestyny w okresie amarneńskim (m.in. Arad, Betel, Debir, Jerycho, Hasor, Lakisz).

## Habiru a Hebrajczycy
Do chwili obecnej nie udało się jednoznacznie ustalić czy plemiona hebrajskie także określano mianem Habiri. Nie ma tym samym całkowitej pewności co do teorii, według której określenie Hebrajczyk pochodzi od terminu Hapiru. Tym niemniej, taka etymologia nazwy wydaje się najbardziej prawdopodobna, biorąc pod uwagę zbieżność opisów pochodzących ze starożytnych inskrypcji oraz samej Biblii:
- pierwotnie istniało wiele szczepów hebrajskich mających pochodzić od Hebera[25];
- Hebrajczycy byli w Kanaanie przybyszami zza Eufratu[26];
- prowadzili wędrowny tryb życia mieszkając w namiotach[27];
- czasami dopuszczali się rozbojów;
- niektórych uprowadzano jako niewolników do Egiptu[28];
- określano ich Hebrajczykami jeszcze zanim stali się rozpoznawanym narodem[29];
- kilkaset lat przed najazdem Szeszaka na Judę podbili wiele miast-państw Kanaanu.

Ponad połowa wszystkich wersetów starotestamentowych używających określenia Hebrajczyk (19 z 32) pochodzi sprzed momentu Exodusu Hebrajczyków z Egiptu (Księga Rodzaju i Księga Wyjścia), zaś po czasach Saula istnieją już tylko trzy tego typu wzmianki. Także starożytne inskrypcje po Ramzesie IV nie wspominają już więcej o hapiru.